# Giuseppe Pompella
Giuseppe Pompella (Trentola-Ducenta, 4 gennaio 1932 – Roma, 15 ottobre 2009) è stato un filologo classico e grecista italiano.

## Biografia
Conseguita la maturità classica presso il Liceo D. Cirillo in Aversa (Caserta) nel
1950, si laureò in Lettere Classiche nel 1954 presso l'Università Federico II di Napoli, dove fu allievo di Francesco Arnaldi. Entrato subito nel mondo dell'insegnamento, percorse tutti gli ordini e gradi della Scuola pubblica fino a quello di docente universitario di ruolo, presso le Università di Napoli prima e di Cassino poi, dove tenne l'insegnamento di Lingua e Letteratura
Greca fino al 2002. Studioso di Apollonio Rodio, Menandro e Quinto Smirneo, approfondì il metodo dei filologi italiani del '500 Francesco Robortello e Pietro Vettori.
La sua lunga esperienza di insegnamento si tradusse inoltre in una serie di testi a carattere didattico e divulgativo, rivolti ad un pubblico più ampio.

### Opere scientifiche
- Apollonio Rodio, Le Argonautiche, testo, traduz. e note, Libri I–II, Istituto Editoriale del Mezzogiorno, Napoli, 1968.
- Apollonio Rodio, Le Argonautiche, testo, traduz. e note, Libri III–IV, Istituto Editoriale del Mezzogiorno, Napoli, 1970.
- L'impegno di Eschilo ne I Persiani, Vichiana I-II, 1974.
- Francisci Robortelli Utinensis de Arte sive Ratione Corrigendi Antiquorum Libros Disputatio (1557), edizione commentata, Loffredo, Napoli, 1975.
- Su Apollonio Rodio IV 35-40, Annali della Fac. di Lettere dell'Università di Napoli vol. XIX, n.s. VII (1976-77).
- Echi politici nell'Ὀρέστεια di Eschilo. Riscontri I (1), 1979.
- Recensione: Giovanni Cerri, Il linguaggio politico nel Prometeo di Eschilo, Roma, 1975. Riscontri I (2-3), 1979.
- Lettura del Prometeo di Eschilo. Riscontri I (2-3), 1979.
- Quinto Smirneo, Le Postomeriche, testo, traduz. e note, Libri I–II, Loffredo, Napoli, 1979.
- Index in Orphei Argonautica. Olms-Weidmann, Hildesheim & New York, 1979.
- Index in Quintum Smyrnaeum. Georg Olms Verlag, Hildesheim & New York, 1981.
- L'uso del participio nelle Argonautiche di Apollonio Rodio. Annali della Fac. di Lettere dell'Università di Napoli vol. XXIV, n.s. XII (1981-82).
- Euripide e Atene. Riscontri VIII (1-4), 1986.
- Quinto Smirneo, Le Postomeriche, testo, traduz. e note, Libri III–VII. Garigliano, Cassino, 1987.
- Theoc. XIII 68–71. Riscontri XII (2), 1990.
- Petri Victorii epistolarum libri X (1586), scelta antologica, Loffredo, Napoli, 1991.
- Quinto Smirneo, Le Postomeriche, testo, traduz. e note, Libri VIII–XIV. Garigliano, Cassino, 1993.
- Lexicon Menandreum. Olms-Weidmann, Hildesheim & New York, 1996.
- Quinti Smyrnaei Posthomerica. Olms-Weidmann, Hildesheim & New York 2002.
- Coniectanea in Quintum Smyrnaeum. In: D. Accorinti et P. Chuvin (edd.), Des Géants à Dionysos. Mélanges de mythologie et de poésie grecques offerts à Francis Vian, Dell'Orso, Alessandria, 2003.
- Apollonii Rhodii Lexicon. Adiuv. S. Corvese et L. Pietroluongo. Georg Olms Verlag, Hildesheim & New York 2004.
- Apollonii Rhodii Argonautica. Lehrs translatione in Latinum addita. Olms-Weidmann, Hildesheim & New York 2006.

### Opere didattiche e divulgative
- Roma (con A. Portolano) - antologia di prose narrative. I.E.M., Napoli 1965.
- Lisia, Per l'olivo sacro (ediz. commentata). Napoli, I.E.M., 1969.
- Lisia, Contro Diogitone (ediz. commentata). Napoli, I.E.M., 1969.
- Euripide, Ecuba (ediz. commentata). Napoli, I.E.M., 1971.
- Eschilo, Eumenidi (ediz. commentata). Napoli, I.E.M., 1974.
- Eschilo, I Persiani (ediz. commentata). Napoli, Loffredo, 1975.
- Menandro, Sentenze - testo, traduzione e note. Rizzoli-BUR, Milano 1997.
- Quinto Smirneo, Le Postomeriche – testo, traduzione e note. Mondadori Classici (2010, tuttora inedito).

| Controllo di autorità | VIAF (EN) 39499681 · ISNI (EN) 0000 0000 6136 7499 · SBN CFIV039271 · BAV 495/190227 · LCCN (EN) n80138968 · GND (DE) 1202824536 · BNF (FR) cb126758459 (data) · J9U (EN, HE) 987007604959905171 |